# 呉融
呉 融（ご ゆう、生没年不詳）は、中国・唐代末期の詩人。字は子華。本貫は越州山陰県。

## 経歴
呉翥（文簡先生）の子として生まれた。独学して語彙が豊富であった。龍紀元年（889年）、進士に及第した。韋昭度が西川を討伐したとき、呉融は従軍して掌書記をつとめた。侍御史に累進したが、事件に連座して辞職し、荊南に流浪して、成汭を頼った。長らく経って左補闕として召され、礼部郎中から翰林学士となり、中書舎人に任じられた。天覆元年（901年）、昭宗が復位すると、呉融は群臣に先だって祝賀を述べた。戸部侍郎に進んだ。昭宗が鳳翔に移されると、呉融は昭宗のもとを去って、閿郷に逗留した。まもなく召還されて、翰林承旨に転じ、在官のまま死去した。

## 伝記資料
- 『新唐書』巻203 列伝第128 文芸下